# George Kok
George Kok (18 de março de 1922 – 5 de outubro de 2013) foi um jogador norte-americano de basquete profissional. Foi selecionado pelo Indianapolis Jets como a segunda escolha geral no draft da BAA (hoje NBA) em 1948, mas nunca chegou a disputar a National Basketball Association (NBA).